# Nowickia deludans
Nowickia deludans är en tvåvingeart som först beskrevs av Villeneuve 1936.  Nowickia deludans ingår i släktet Nowickia och familjen parasitflugor. Inga underarter finns listade i Catalogue of Life.